# Dries Blockx
Dries Blockx (* 1. Oktober 1997 in Löwen) ist ein belgischer Eishockeyspieler, der seit 2015 beim IHC Leuven in der belgisch-niederländischen BeNe League spielt.

## Karriere
Dries Blockx begann seine Karriere in der Jugend des IHC Leuven in seiner Geburtsstadt.für diesen debütierte er 2015 in der belgisch-niederländischen BeNe League. Während er zunächst auch in der zweiten Mannschaft in der belgischen National League spielte, kommt er seit 2019 ausschließlich in der BeNe League zum Einsatz.

### International
Für Belgien nahm Blockx im Juniorenbereich an der U18-Weltmeisterschaft 2015 in der Division II teil.
Für die Herren-Nationalmannschaft spielte Blockx erstmals bei der Weltmeisterschaft der Division II 2022. Auch 2023 und 2024 spielte er dort.

## Erfolge und Auszeichnungen
- 2024 Aufstieg in die Division II, Gruppe A, bei der Weltmeisterschaft der Division II, Gruppe B

## BeNe-League-Statistik
(Stand: Ende der Spielzeit 2023/24)